# Vârful Stoinița, Munții Parâng
Stoinița este un vârf muntos situat în Munții Parâng, care are altitudinea de 2.421 metri. Accesul pe vârf se poate face dinspre vârful Cârja (nord) sau dinspre vârful Gemănarea (sud), din traseul de creastă.

## Galerie foto

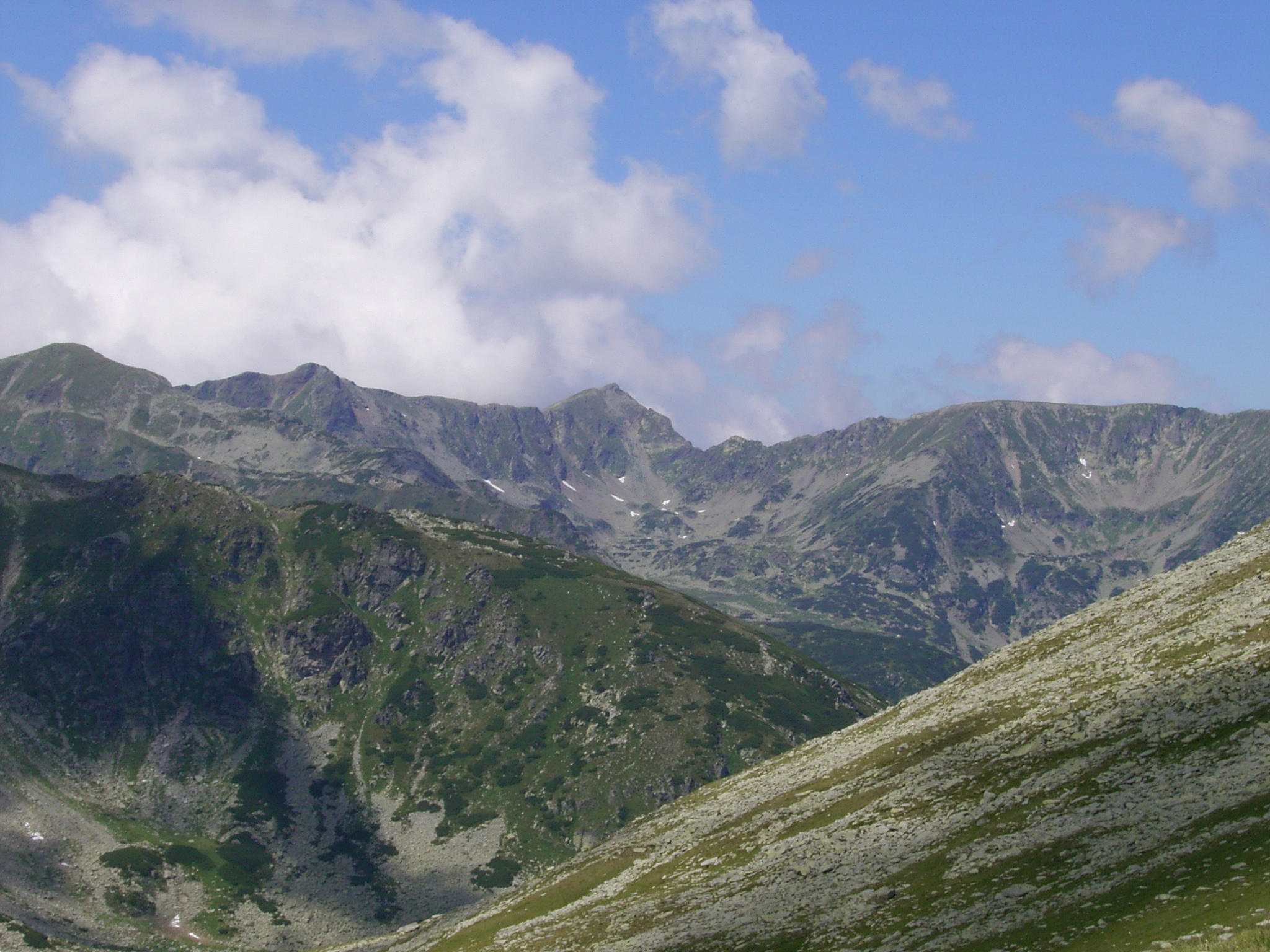
Vârfurile Stoiniţa şi Cârja
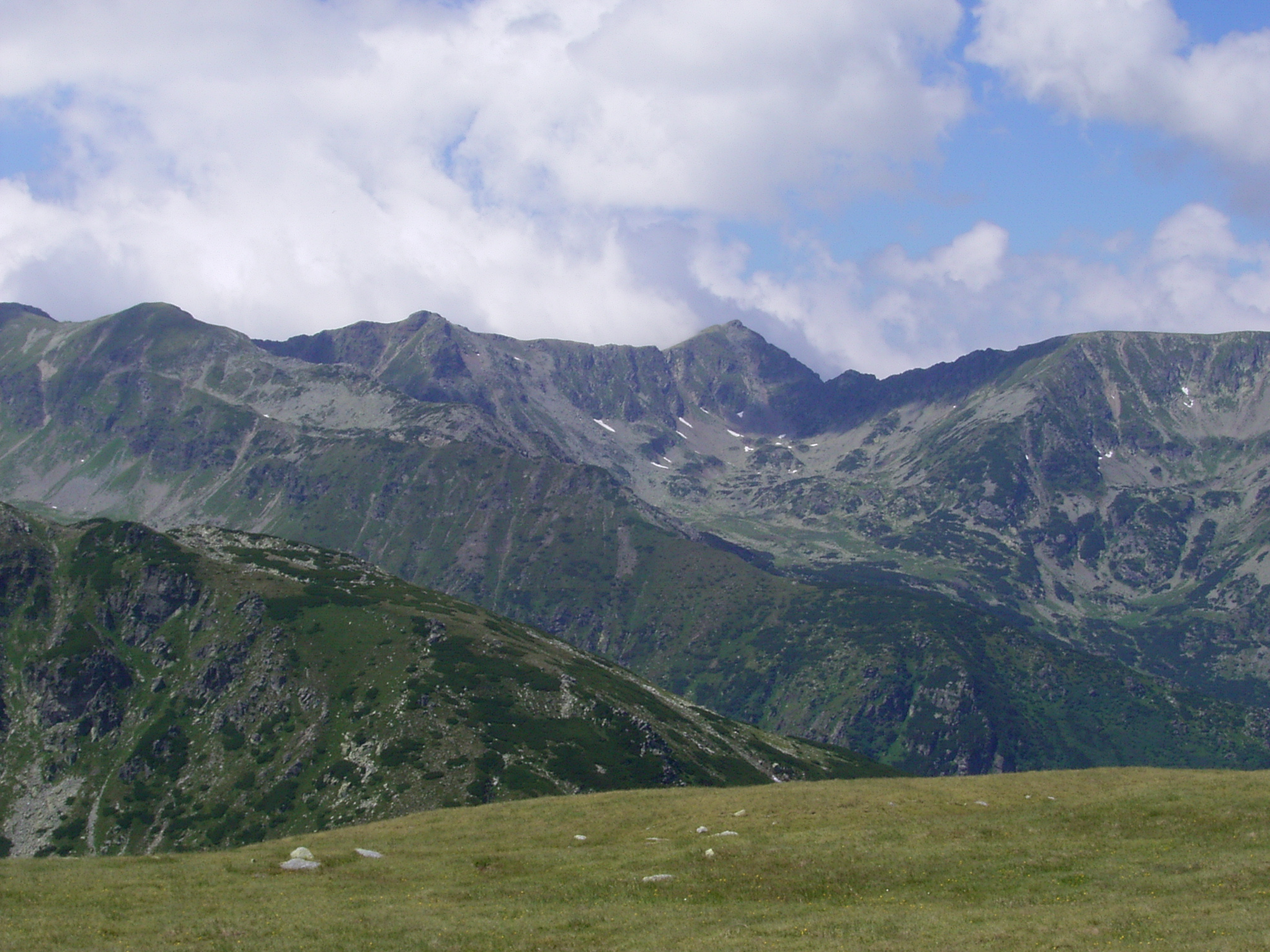
Vârfurile Gemănarea, Stoiniţa şi Cârja
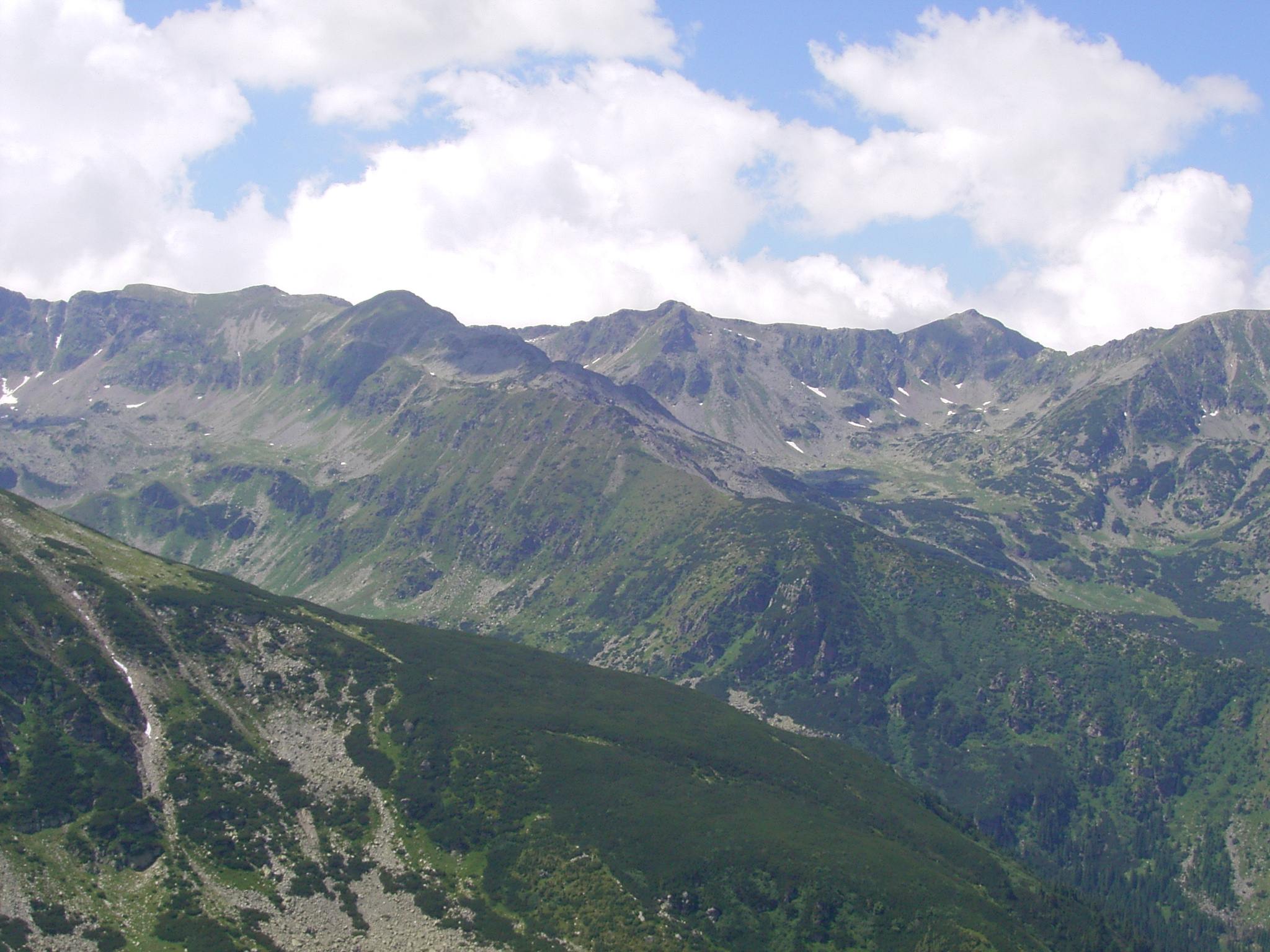
Vârfurile Gemănarea, Stoiniţa şi Cârja
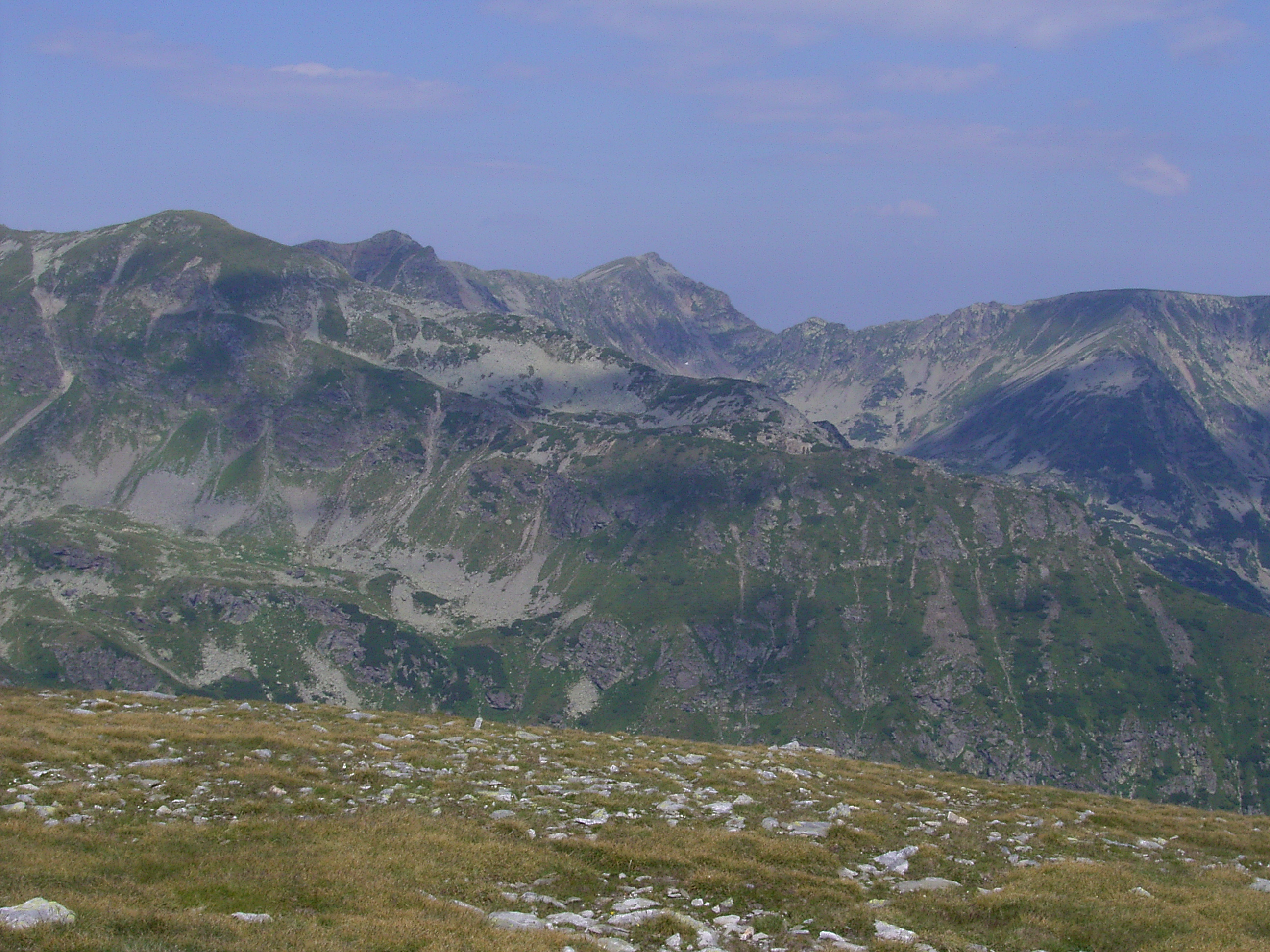
Vârfurile Stoiniţa şi Cârja